# Alireza Khorshidi
Alireza Khorshidi (Khorramabad, Irán; 16 de mayo de 1951) es un exfutbolista de Irán que jugaba en la posición de delantero.

## Carrera

### Club
Jugó toda su carrera con el Homa FC de 1968 a 1978, con el que fue campeón de Teherán en 1974.

### Selección nacional
Jugó para Irán de 1971 a 1977 con la que anotó 5 goles en 18 partidos, ganó la Copa Asiática 1976 y estuvo en los Juegos Olímpicos de Montreal 1976.

## Logros

### Club
- Liga de Teherán: 1

1973/74

### Selección nacional
- Copa Asiática: 1

1976